# Herb Bytomia
Herb Bytomia – jeden z symboli Bytomia, podstawowy w promocji miasta.

## Wygląd i symbolika
Tarcza herbu jest dwudzielna w słup. Po heraldycznie prawej stronie, na srebrnym polu, został przedstawiony górnik (gwarek), skierowany w prawo, w czarnym stroju, z czarnym kilofem, którym kruszy czarną skałę. Jest to nawiązanie do górniczego profilu gospodarki miasta, od czasów średniowiecznych wydobywano w nim rudę ołowiu i srebra.
Po lewej stronie herbu widnieje połowa złotego orła z herbu Piastów górnośląskich zwróconego w lewo na błękitnym polu. Kolory precyzuje Załącznik nr 2 do Statusu Miasta.
Herb Bytomia jest według praw heraldyki herbem nadwyrężonym, tzn. półorzeł jest zwrócony w lewą stronę heraldyczną (jest ona mniej zaszczytna).

## Historia
Pieczęć ławników z herbem zbliżonym do obecnego pochodzi z 1. połowy XIV wieku. Tłok ten był w użyciu przeszło 300 lat. Znana jest również pieczęć Bytomia z około 2. połowy XV wieku, gdzie na gotyckiej tarczy widnieje sam orzeł zwrócony w prawo; zdaniem H. Saurmy, usunięcie gwarka z herbu mogło być  związane z upadkiem górnictwa kruszcowego w rejonie Bytomia, według innej teorii wizerunek całego orła mógł wiązać się z pragnieniem zjednoczenia i chęcią powrotu do czasów dawnego dobrobytu mieszkańców za panowania Piastów bytomskich. 
W Meyers Konversations-Lexikon z końca XIX wieku widnieje jeszcze inny herb Bytomia – przedstawiał czarnego orła zwróconego w prawo, pod którym znajdował się sierp.
W 1886 roku na wniosek rajcy Machy rada miejska przyjęła projekt zmiany herbu Bytomia. Emil Döppler z Berlina zaprojektował nową wersję herbu w oparciu o dawną pieczęć ławniczą.
W przeszłości herb Bytomia był udostajniany poprzez dodanie do niego korony muralis i postaci gryfów jako trzymaczy. W takiej formie był stosowany na dokumentach urzędowych, pocztówkach i przedmiotach codziennego użytku (np. kufle). Obecnie udostojniony herb nie funkcjonuje w oficjalnym użyciu.

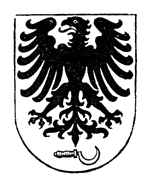
Herb sprzed 1886 roku
Historycznie używany wielki herb Bytomia
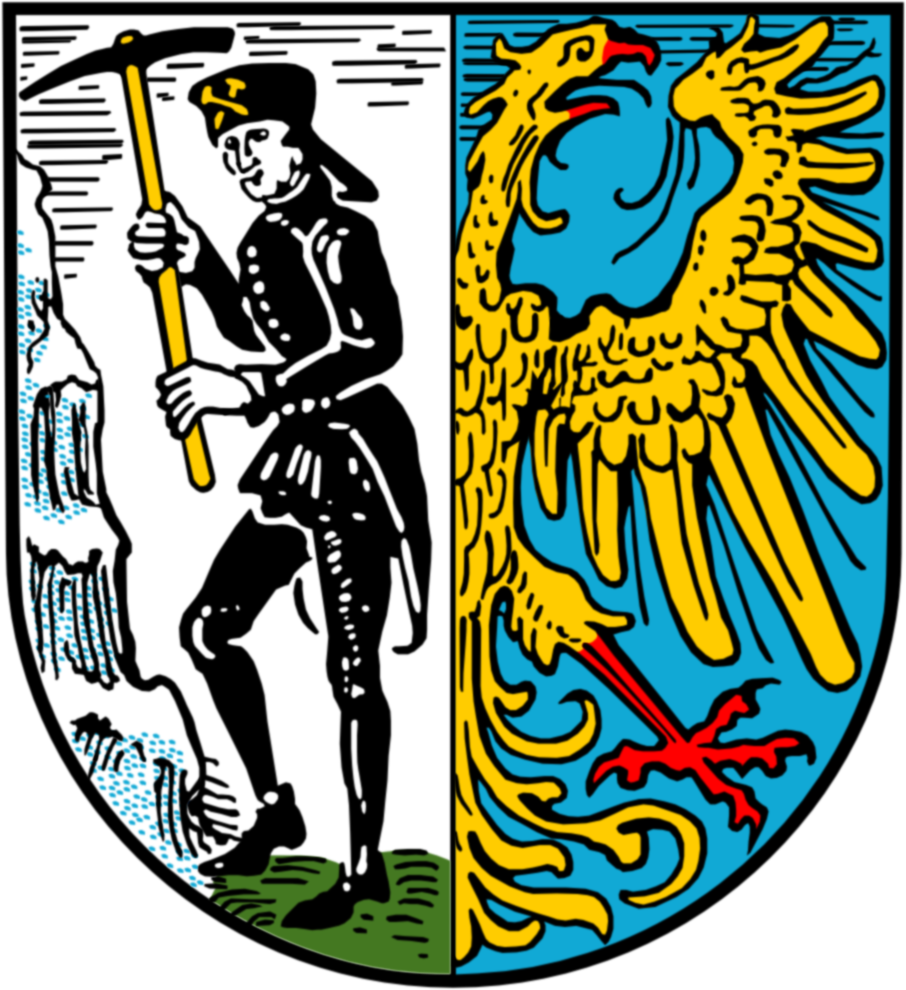
Przedwojenny herb Bytomia, używany do 1945 roku
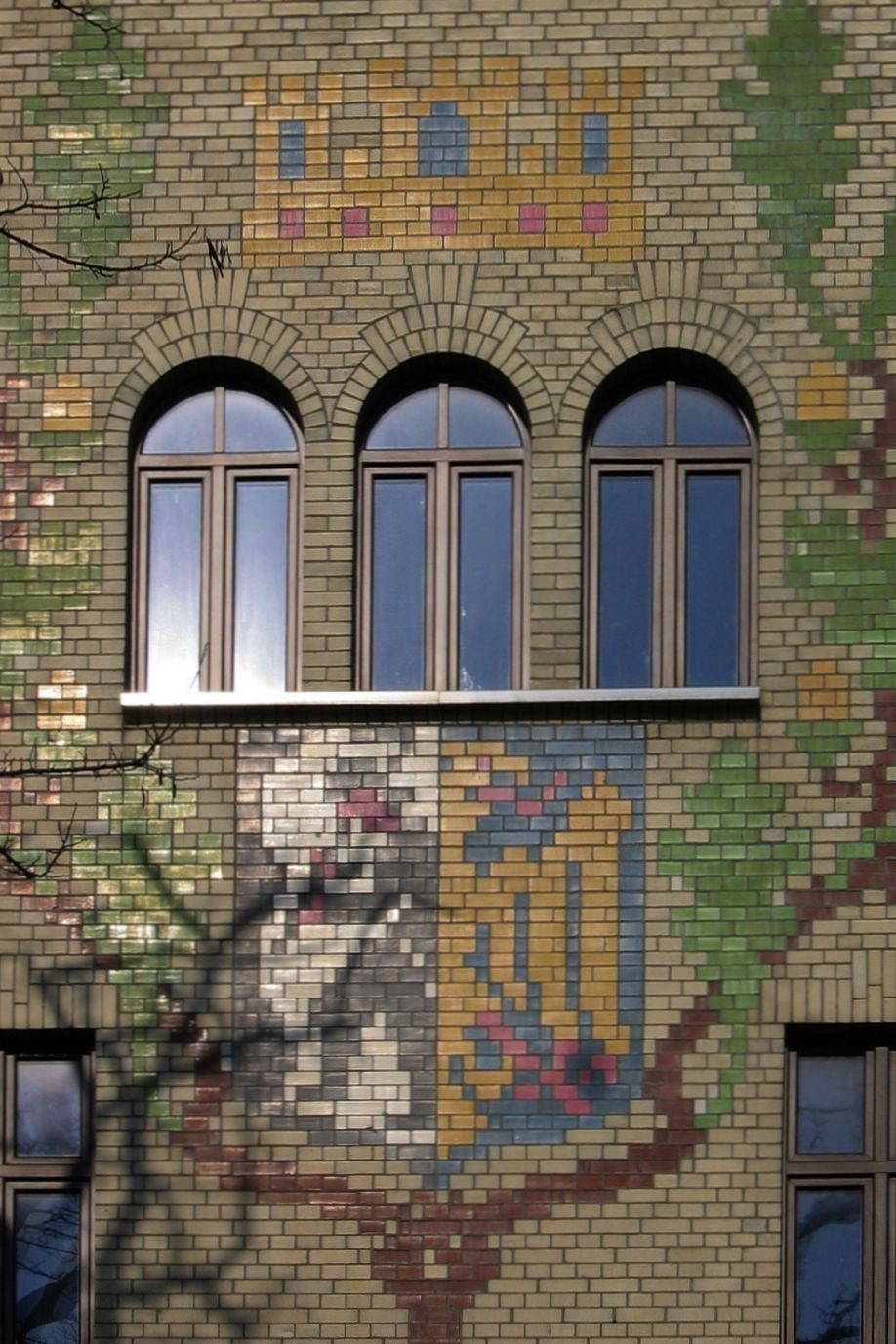
Herb Bytomia na ścianie fasady willi Georga Brüninga w Bytomiu, powyżej corona muralis
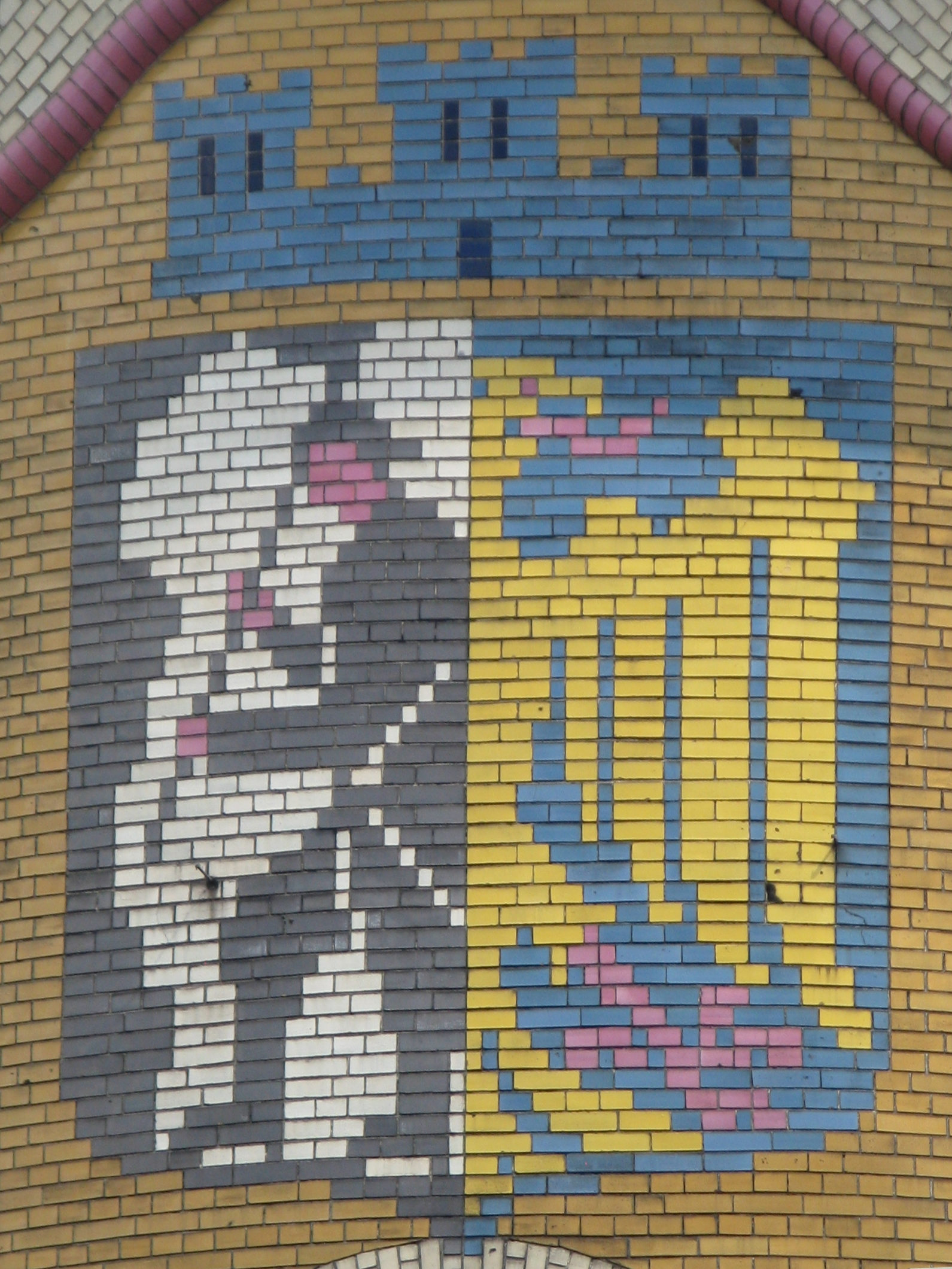
Herb Bytomia na ścianie fasady budynku IV liceum ogólnokształcącego w Bytomiu, powyżej corona muralis (2018)
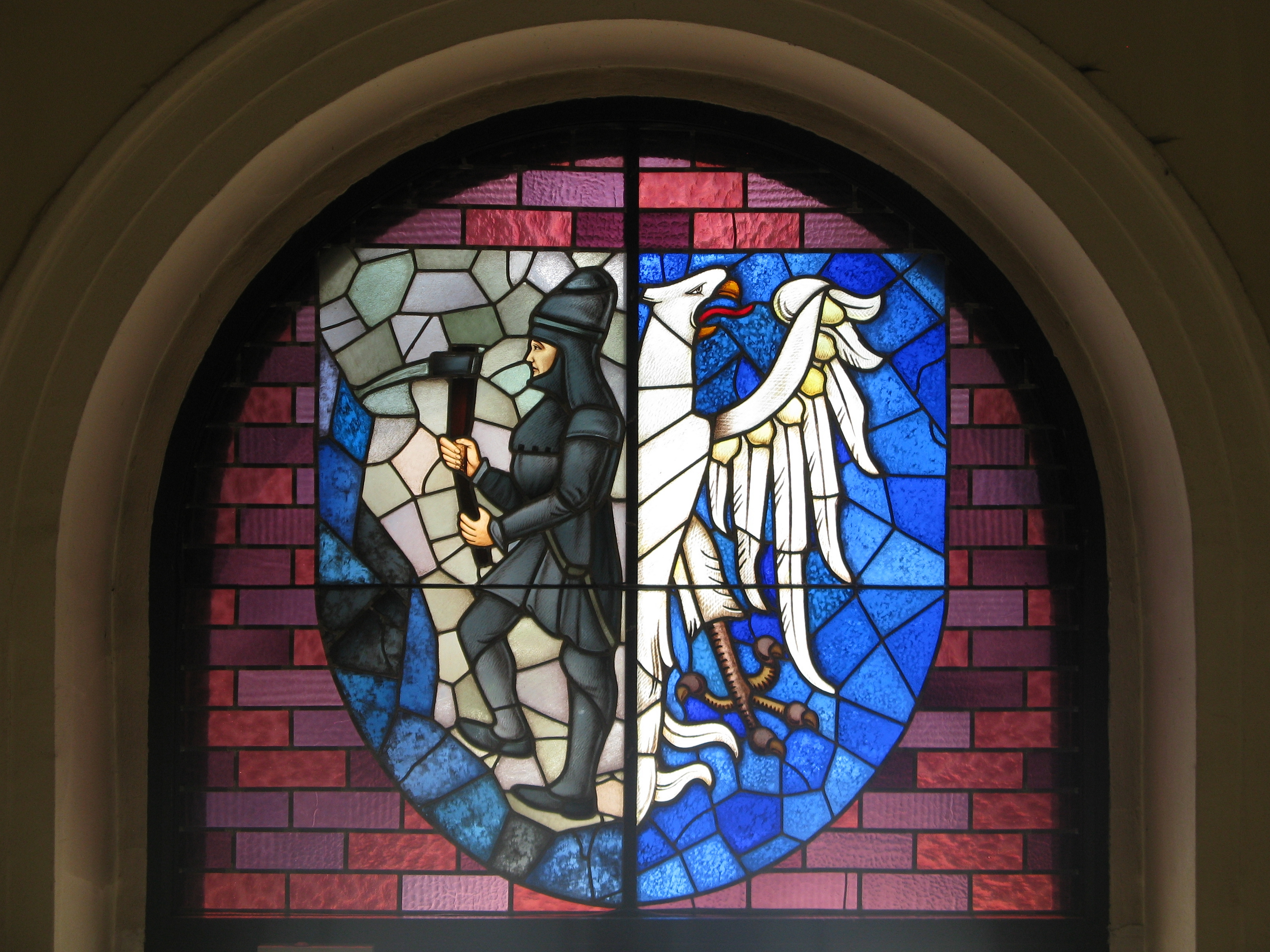
Herb Bytomia na witrażu nad wejściem do zabytkowego budynku Urzędu Miejskiego w Bytomiu (2018)
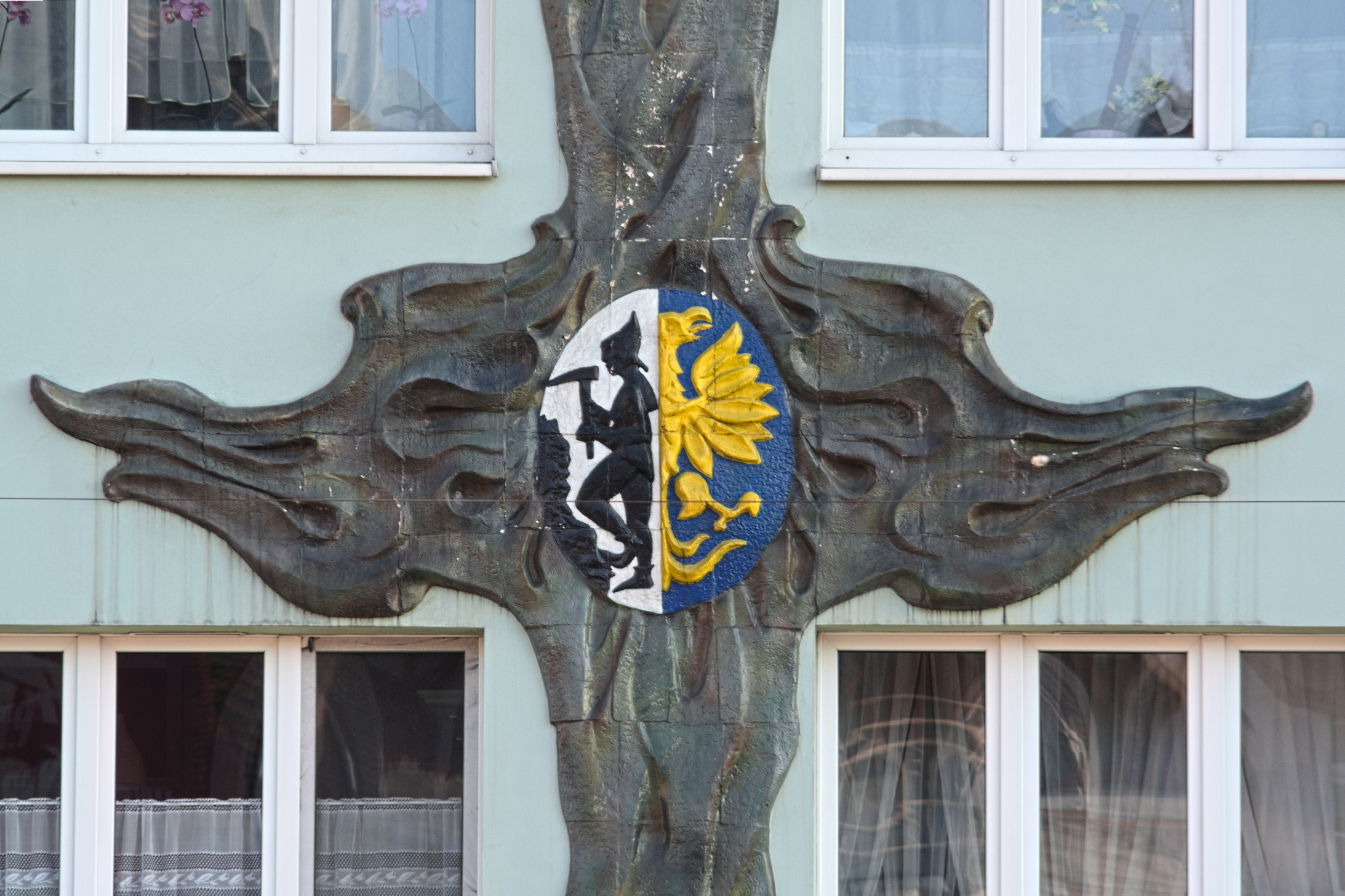
Herb Bytomia, fasada kamienicy, Rynek 24 w Bytomiu (2020)